# Marek Świca
Marek Świca (ur. 30 maja 1966 w Biłgoraju) – polski historyk sztuki, menadżer kultury, kurator wystaw i muzealnik. W latach 2000–2004 dyrektor Ośrodka Dokumentacji Sztuki Tadeusza Kantora CRICOTEKA, w latach 2004–2015 wicedyrektor Muzeum Narodowego w Krakowie, od 2016 dyrektor Muzeum Fotografii w Krakowie.

## Życiorys
Ukończył historię sztuki na Uniwersytecie Jagiellońskim. Od 1989 współpracował m.in. z Wydawnictwem IRSA, Stowarzyszeniem Artystycznym Grupy Krakowskiej czy Galerią Starmach. W kolejnych latach pełnił funkcję wicedyrektora Wydziału Edukacji i Kultury UM Krakowa (1999-2000), dyrektora Cricoteki (2000-2004) i zastępcy dyrektora ds. naukowych Muzeum Narodowego w Krakowie (2004-2015). W 2016 w drodze konkursu został powołany przez prezydenta Miasta Krakowa Jacka Majchrowskiego na stanowisko dyrektora Muzeum Fotografii w Krakowie, w 2016 objął też stanowisko sekretarza Prezydium Polskiego Komitetu Narodowego ICOM.. W 2024 roku został powołany w skład Rady do spraw Muzeów na kadencję 2024-2027.
10 marca 2021 został powołany przez prezydenta RP Andrzeja Dudę na stanowisko członka Społecznego Komitetu Odnowy Zabytków Krakowa.

## Odznaczenia i nagrody
- Nagroda Krytyki Artystycznej im. Jerzego Stajudy (1998)[5]
- Brązowy Medal „Zasłużony Kulturze Gloria Artis” (2005)
- Srebrny Medal „Zasłużony Kultue Gloria Artis” (2010)[6]
- Srebrny Krzyż Zasługi (2015)[7]